# FishBase
FishBase — електронна база даних з інформацією й зображеннями, яка станом на травень 2017 року нараховувала 33 500 видів риб, 319 000 назв, 58 100 ілюстрацій, 53 800 посилань на наукові джерела й 2 270 партнерів. Сайт має близько 700 000 відвідувачів на місяць і надає інформацію безкоштовно. Вже багато років він залишається найбільшою біологічною базою даних про риб у світі. Також є можливість придбати FishBase на компакт-диску. Партнери сайту надають безкоштовні ілюстрації та відеоматеріали, однак зберігають за собою авторське право.